# Material microporoso

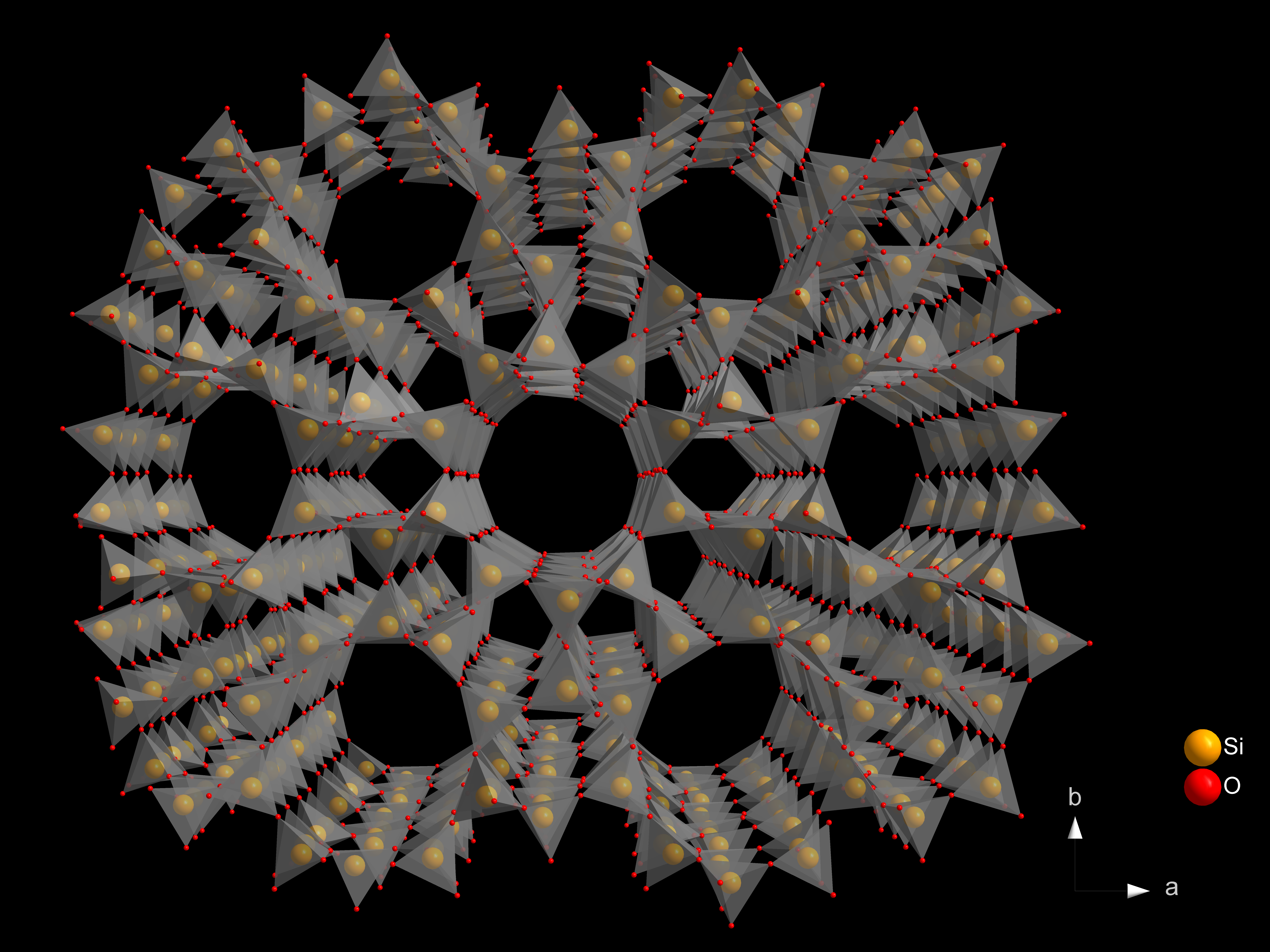
Exemplo de uma zeólita microporosa.

Um material microporoso é um material que contém poros com diâmetros menores que 2 nm. Exemplos de materiais microporosos incluem zeólitos e estruturas metal-orgânicas. Os materiais porosos são classificados em vários tipos por tamanho.

## Usos em laboratórios
Materiais microporosos são frequentemente usados em ambientes de laboratório para facilitar a troca de gases sem contaminantes. Esporos de mofo, bactérias e outros contaminantes transportados pelo ar ficarão presos, permitindo a passagem de gases pelo material. Isso permite um ambiente estéril dentro da área contida. Pode ser usado para prender gaze sobre pequenas feridas, geralmente como uma medida temporária até que um curativo adequado seja aplicado.

## Uso médico
A fita adesiva microporosa é uma fita cirúrgica usada para manter curativos e atadura de gaze, introduzida em 1959 pela 3M com o nome comercial Micropore. O Steri-Strip foi derivado de fita cirúrgica microporosa.